# Notylia pentachne
Notylia pentachne är en orkidéart som beskrevs av Heinrich Gustav Reichenbach. Notylia pentachne ingår i släktet Notylia och familjen orkidéer. Inga underarter finns listade i Catalogue of Life.